# Celin Stöhr
Pour les articles homonymes, voir Stöhr.
Celin Stöhr est une joueuse allemande de volley-ball née le 22 novembre 1993 à Rottweil. Elle mesure 1,93 m et joue au poste de centrale.

## Clubs
| Club                  | De        | À         |
| --------------------- | --------- | --------- |
| TSV Rottweil          | 2006-2008 | 2006-2008 |
| VC Stuttgart          | 2008-2009 | 2011-2012 |
| TV Neukirch           | 2008-2009 | 2008-2009 |
| TV Villingen          | 2009-2010 | 2009-2010 |
| VC Olympia Berlin     | 2010-2011 | 2011-2012 |
| Rote Raben Vilsbiburg | 2012-2013 | 2014-2015 |
| 1. VC Wiesbaden       | 2015-2016 | 2015-2016 |
| Köpenicker SC         | 2016-2017 | 2016-2017 |
| NawaRo Straubing      | 2017-2018 | …         |

## Palmarès
- Coupe d'Allemagne
  - Vainqueur : 2014.
- Championnat d'Allemagne
  - Finaliste : 2014.